# Егельн
Егельн (нім. Egeln) — місто в Німеччині, розташоване в землі Саксонія-Ангальт. Входить до складу району Зальцланд. Складова частина об'єднання громад Егельнер-Мульде.
Площа — 29,13 км2. Населення становить 3176 ос. (станом на 31 грудня 2021).

## Галерея

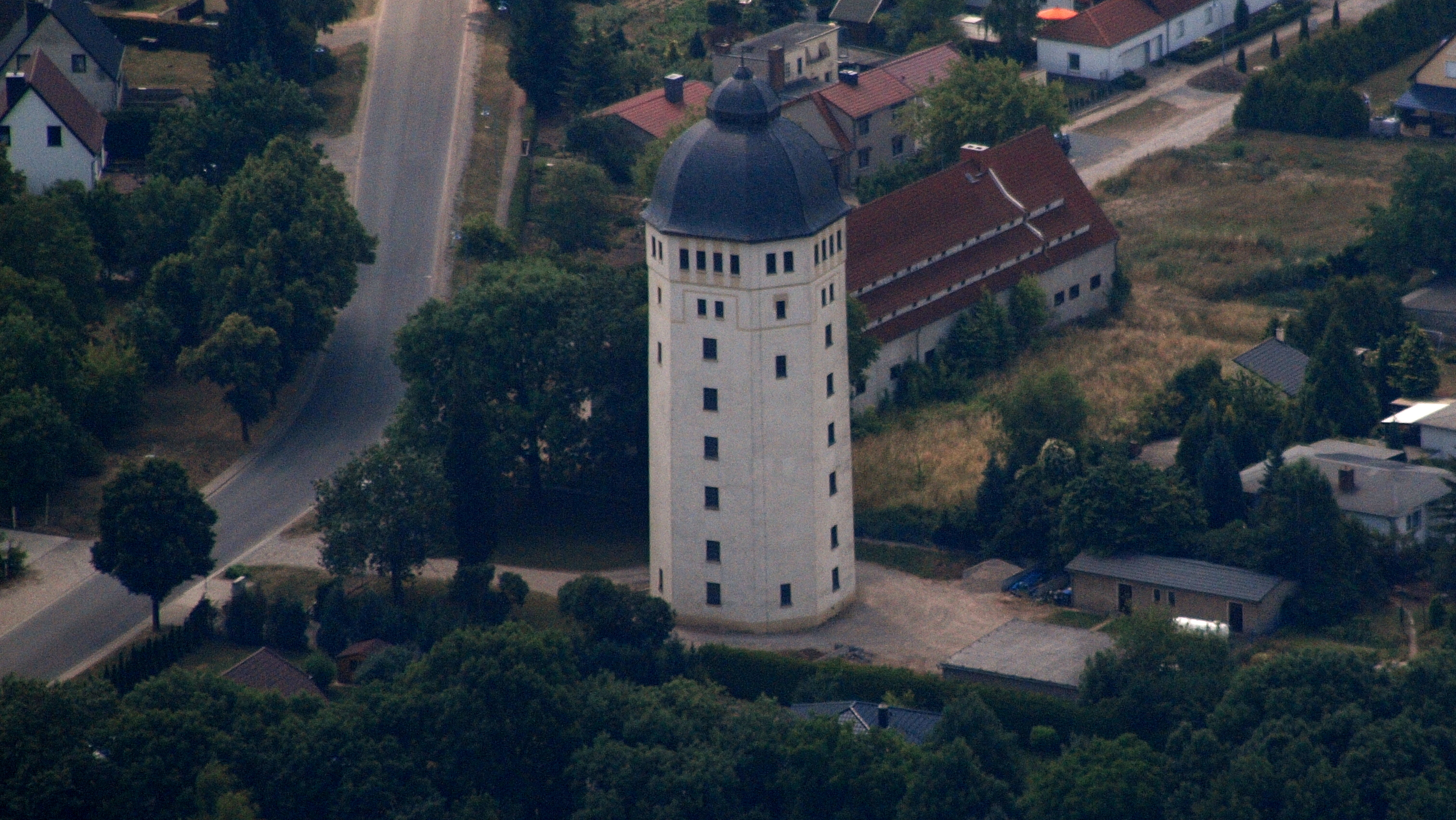
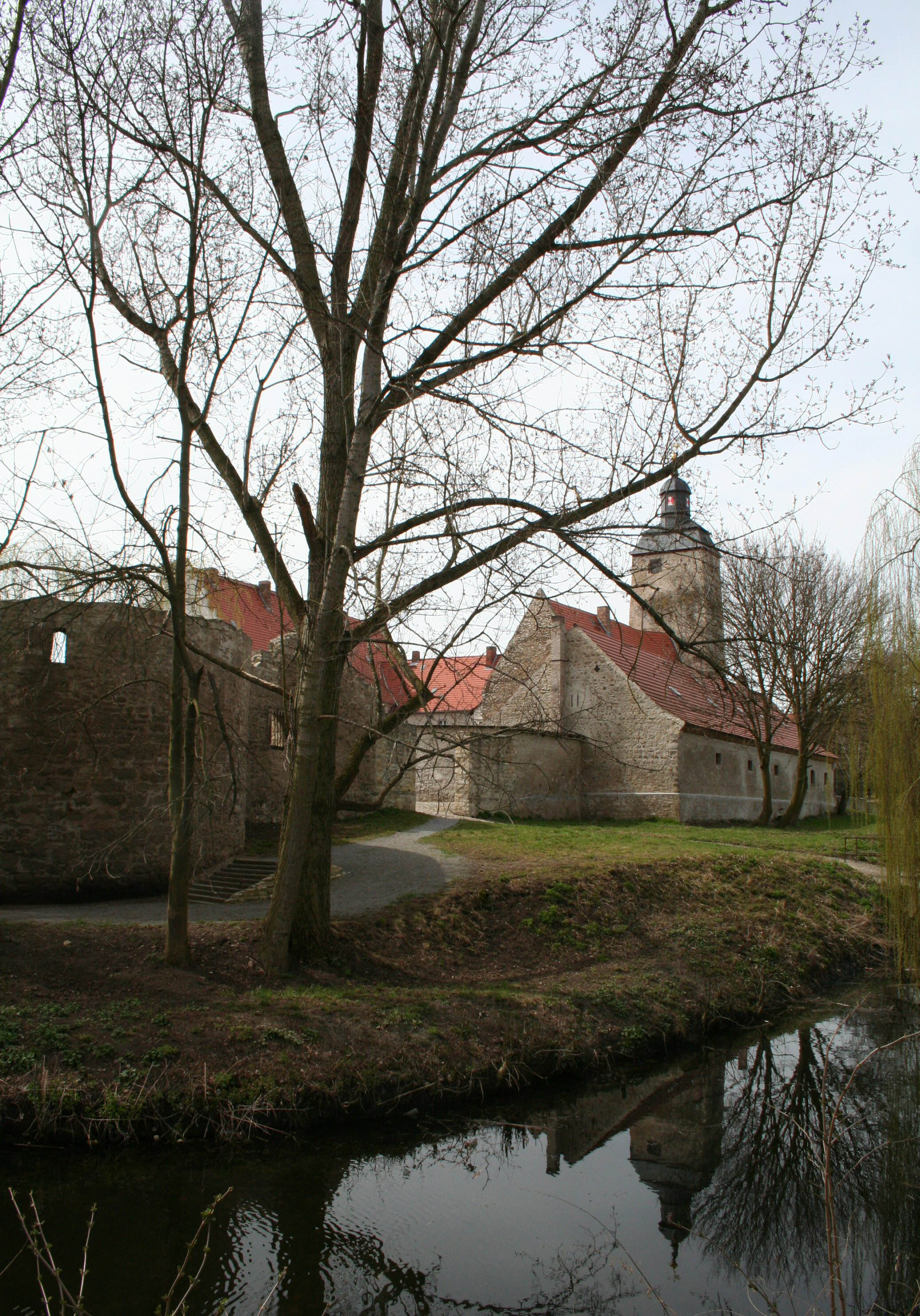
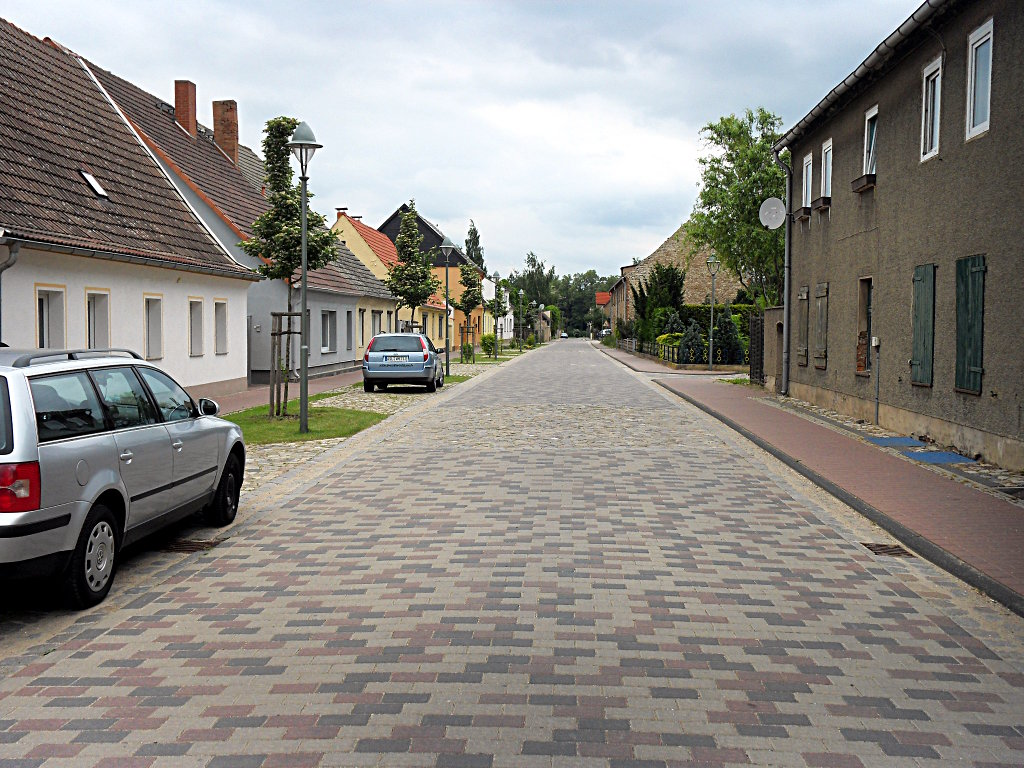
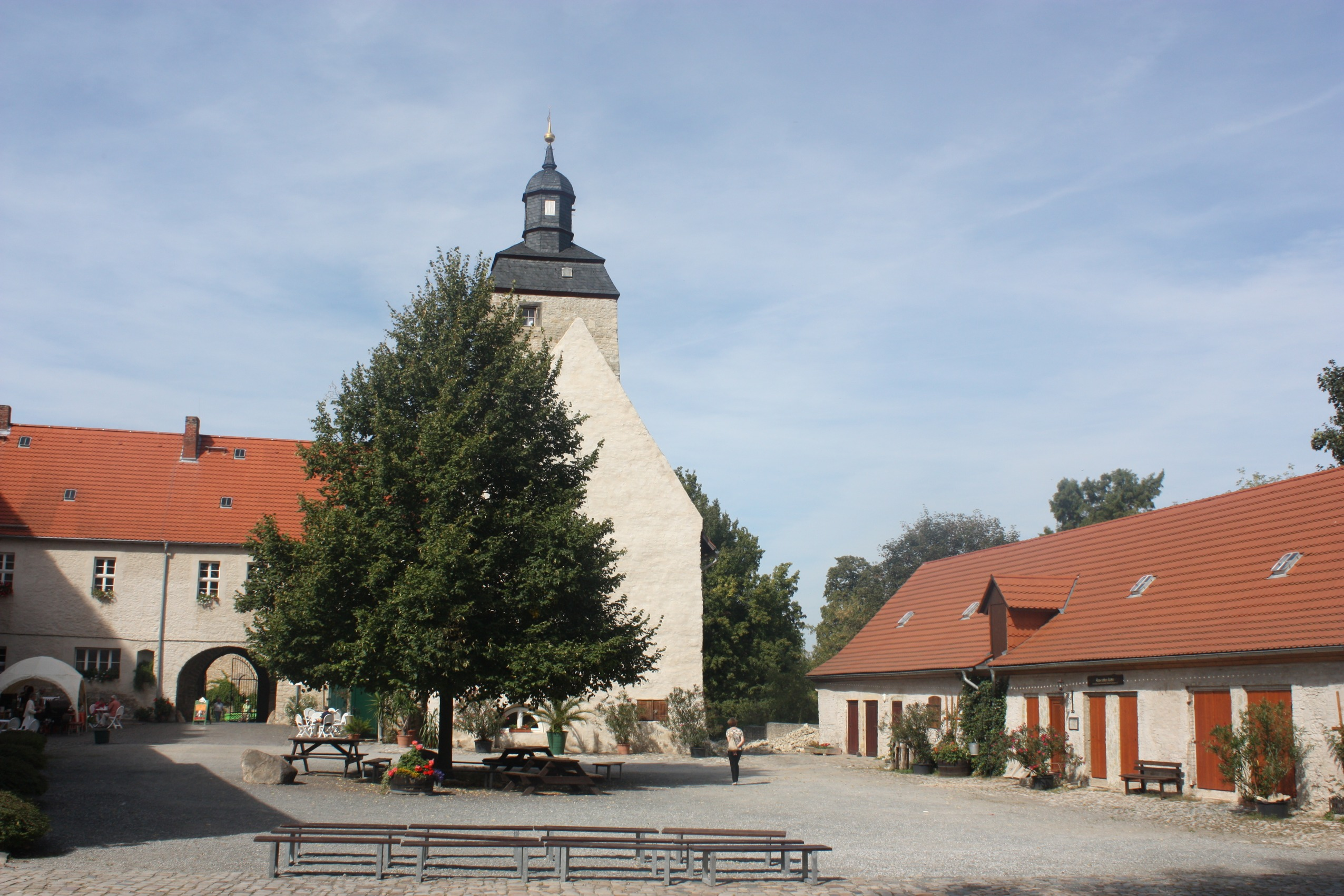